# Villa Gumælius

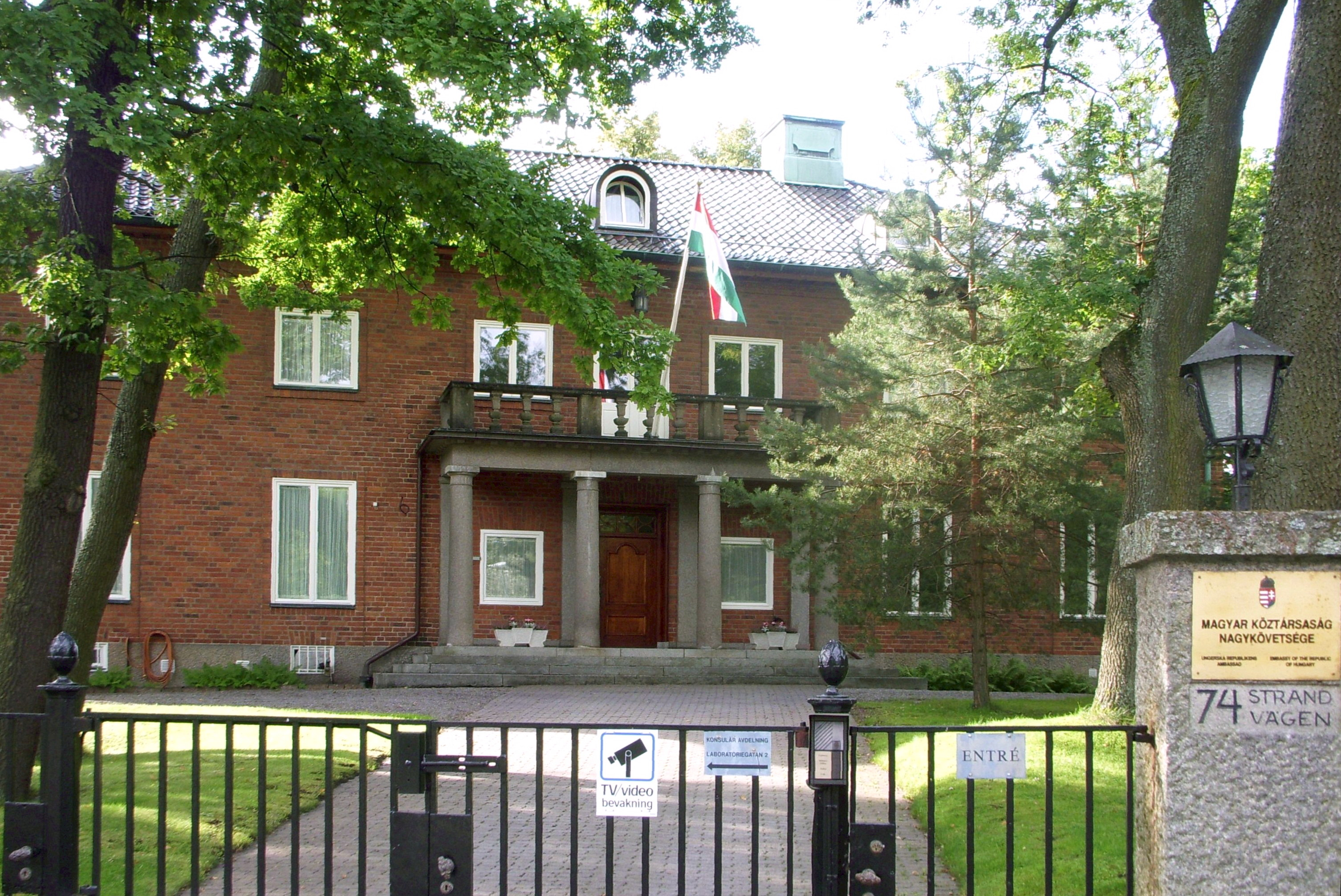
Villa Gumælius i augusti 2008.

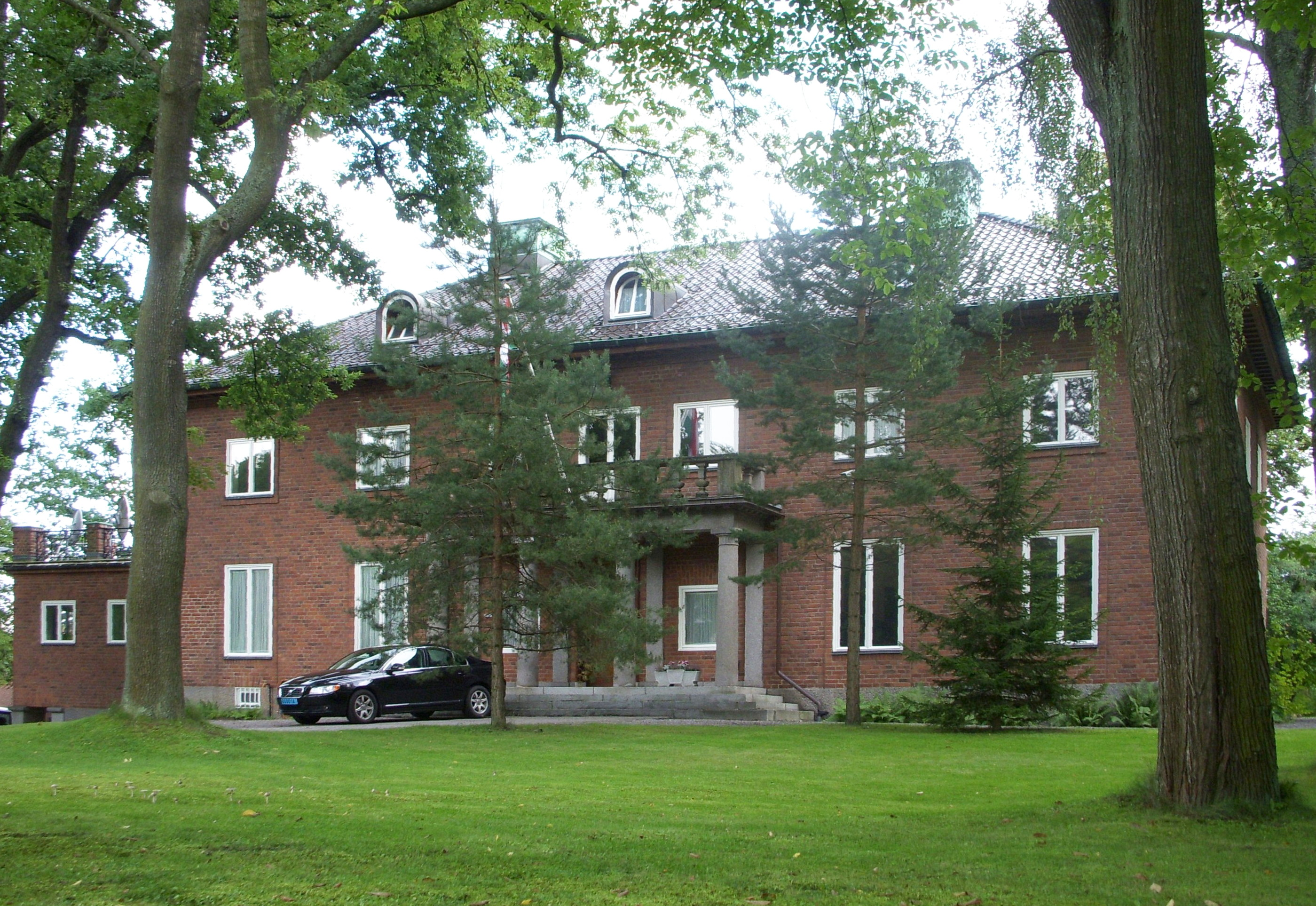
Villa Gumælius i augusti 2008.

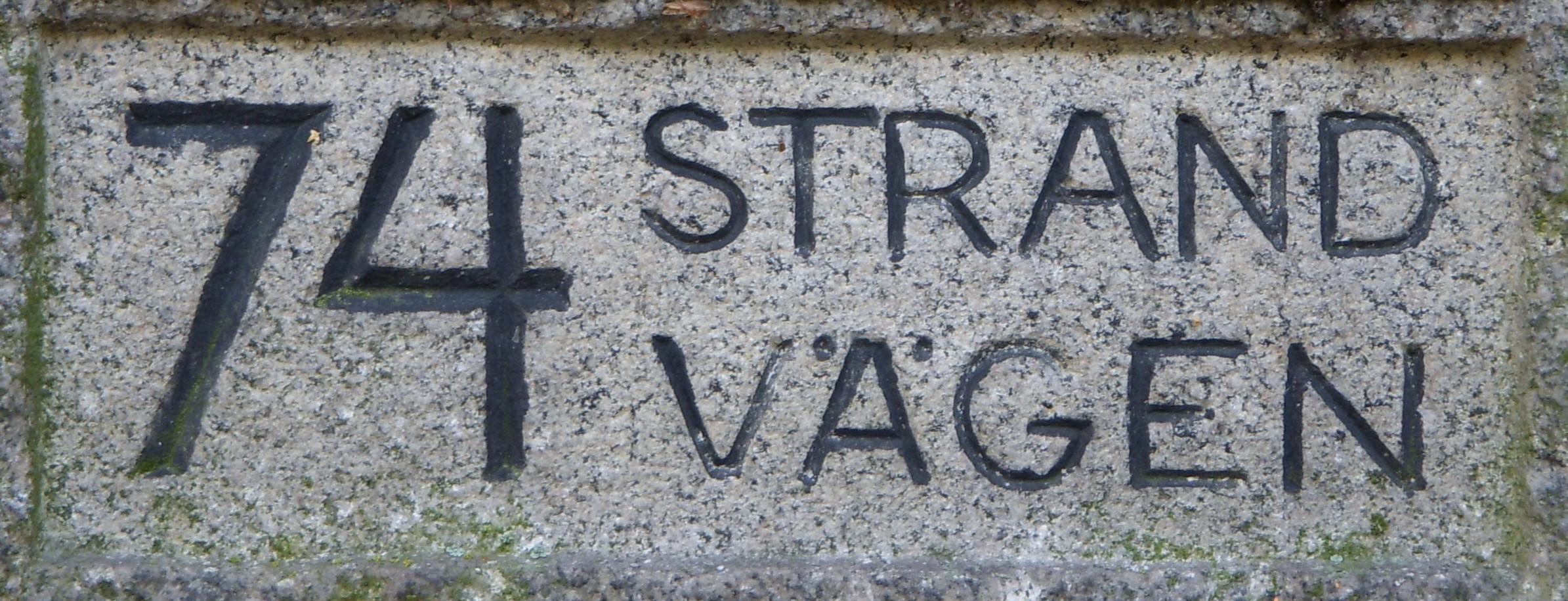

Villa Gumælius är en fastighet på Dag Hammarskjölds väg 10 (tidigare Strandvägen 74; kvarteret Diplomaten 7) i Diplomatstaden, Stockholm, ritad av arkitekten Erik Trana 1924 för ingenjör A. S:son Gumælius. År 1971 såldes fastigheten till ungerska ambassaden, och innan dess disponerades byggnaden av den iranska ambassaden.

## Byggnadsbeskrivning
Enligt tomtkartan från den 6 maj 1924 har tomten en areal av 2 082 m² och ”Byggnader å tomten få ej tillhopa upptaga mera än en tredjedel av tomtens yta och icke förläggas närmare grannens tomtgräns än sex meter…”. Villa Gumælius bygglovsritningar är undertecknade av både Erik Trana och Joel Norborg. Fastighetens ursprungliga beteckning var kv. Diplomaten 6. På bygglovsritningen är "6" överstruken och har senare ersatts med "7". Villans fasader är uppförda av rött tegel. Taket är valmat och täckt med glaserat taktegel. Huvudbyggnaden består av en rektangulär tvåplansbyggnad med ett mindre, vinkelställt enplans-annex mot öst. 
Entréfasaden mot Dag Hammarskjölds väg är enkelt gestaltad. Entrén markeras endast med fyra kolonner av granit som bär en altan. Enligt ursprungsritningarna kommer man via entrén till en oval centralhall som omges (från höger) av bibliotek, vardagsrum, salong, matsal, serveringsrum och kök. Genom serveringsrummet når man annexet, där personalen har sina dagrum, kök, matrum och ett blomrum eller orangeri. I huvudbyggnadens övre våningsplan finns herrskapets sovrum med två badrum samt flera gästrum och tre rum märkta "Tjänarrum". Med utsikt mot Djurgårdsbrunnsviken finns ett skrivrum och en boudoir.